# Arno van Zwam
Arno van Zwam (Beneden-Leeuwen, 16 settembre 1969) è un ex calciatore olandese, di ruolo portiere.

## Biografia

### Infanzia
Nato in Jasmijnstraat, via di Beneden-Leeuwen, da giovane era un grande appassionato di pesca. Nonostante fosse molto abile nel badminton, decise di puntare sulla carriera calcistica.

### Vita privata
Van Zwam vive con la sua compagna a Cipro dal 2019. Ha due figli, Son Sven e Toby, residenti nei Paesi Bassi con la madre. Entrambi sono sportivi: il primo è calciatore mentre il secondo è militare e gioca a basket.

## Carriera

### Giocatore

#### Fortuna Sittard
Cresciuto nelle giovanili dello SV Leones di Beneden-Leeuwen e del Fortuna Sittard, viene aggregato nella prima squadra di quest'ultimo nel 1992. Con il club retrocede in Eerste Divisie; dopo un'altra stagione senza presenze, diventa il portiere titolare facendo 34 apparizioni nell'annata 1994-1995 e riporta il Fortuna in Eredivisie. Resta il pilastro degli olandesi per cinque stagioni, prima di trasferirsi in Giappone.

#### Júbilo Iwata
Nell'estate del 2000 si trasferisce al Júbilo Iwata, squadra militante nella J1 League giapponese. Essendo il campionato già cominciato a marzo, van Zwam disputa solo metà stagione. Rimane in Oriente fino al 2003.

#### NAC Breda
Per la stagione 2003-2004 ritorna nei Paesi Bassi, come portiere del NAC Breda. Gioca i primi sei match di Eredivisie tutti da titolari; dalla settima giornata gli viene però preferito l'ungherese Gábor Babos. La stagione seguente disputa solo tre partite; in quella ancora dopo, invece, scende in campo 17 volte, alternandosi con Davy Schollen. Viene schierato solo per un match nell'annata 2006-2007; al termine di questa, sceglie di ritirarsi.

### Allenatore

#### NAC Breda
Nell'estate 2010, dopo tre anni dal ritiro, viene richiamato dal suo ultimo club, il NAC Breda, per diventare il nuovo preparatore dei portieri. Dal 28 settembre dello stesso anno fino al termine della stagione è anche l'allenatore della squadra Under-21.

#### ADO Den Haag e Paesi Bassi
Prima dell'inizio della stagione 2014-2015 passa all'ADO Den Haag nel ruolo di tecnico in seconda sotto Henk Fraser. Poche settimane dopo viene scelto come preparatore dei portieri della nazionale Under-21 olandese, per poi diventarlo anche della rappresentativa maggiore. È impegnato così ben tre incarichi contemporaneamente, fino al 2016.

#### Al-Shabab e Maccabi Haifa
Si trasferisce quindi all'Al-Shabab, come goalkeeping coach nello staff di Fred Rutten. Rimane nella squadra anche dopo l'addio di quest'ultimo nel 2017. Il 25 gennaio 2018 viene richiamato da Rutten, che lo vuole con sé al Maccabi Haifa. Anche questa volta l'esperienza del tecnico si interrompe prima del previsto; van Zwam inizialmente resta sotto la guida dell'ex vice Rob Maas, che però è ad interim, e non viene confermato dal nuovo allenatore Eli Guttman.

#### Anderlecht
Il 7 gennaio 2019 ritorna con Rutten, questa volta da vice allenatore, seguendolo all'Anderlecht. Per la terza volta il tecnico lascia anticipatamente il club, più precisamente ad aprile, ma van Zwam rimane anche sotto la guida di Karim Belhocine fino alla fine della stagione.

#### Emirati Arabi Uniti
Il 4 dicembre 2020 diventa il nuovo allenatore in seconda della nazionale emiratina, alle spalle del connazionale Bert van Marwijk. Il suo incarico termina il 12 febbraio 2022, quando, a seguito di deludenti risultati, il commissario tecnico rassegna le dimissioni.

#### Al-Adalah
Il 23 dicembre 2023 assume l'incarico di vice dell'olandese Roel Coumans all'Al-Adalah, club militante in Prima Divisione saudita. Rimane nella squadra fino alla fine della stagione.

## Statistiche
| Stagione               | Squadra                | Campionato             | Campionato | Campionato | Coppe nazionali | Coppe nazionali | Coppe nazionali | Coppe continentali | Coppe continentali | Coppe continentali | Totale | Totale |
| Stagione               | Squadra                | Comp                   | Pres       | Reti       | Comp            | Pres            | Reti            | Comp               | Pres               | Reti               | Pres   | Reti   |
| ---------------------- | ---------------------- | ---------------------- | ---------- | ---------- | --------------- | --------------- | --------------- | ------------------ | ------------------ | ------------------ | ------ | ------ |
| 1992-1993              | Fortuna Sittard        | ED                     | 0          | 0          | CO              | 0               | 0               | -                  | -                  | -                  | 0      | 0      |
| 1993-1994              | Fortuna Sittard        | EED                    | 0          | 0          | CO              | 0               | 0               | -                  | -                  | -                  | 0      | 0      |
| 1994-1995              | Fortuna Sittard        | EED                    | 34         | -25        | CO              | 0               | 0               | -                  | -                  | -                  | 34     | -25    |
| 1995-1996              | Fortuna Sittard        | ED                     | 33         | -48        | CO              | 1               | 0               | -                  | -                  | -                  | 34     | -48    |
| 1996-1997              | Fortuna Sittard        | ED                     | 34         | -52        | CO              | 0               | 0               | -                  | -                  | -                  | 34     | -52    |
| 1997-1998              | Fortuna Sittard        | ED                     | 34         | -53        | CO              | 0               | 0               | -                  | -                  | -                  | 34     | -53    |
| 1998-1999              | Fortuna Sittard        | ED                     | 31         | -46        | CO              | 5               | -6              | Int                | 4                  | -6                 | 40     | -58    |
| 1999-2000              | Fortuna Sittard        | ED                     | 34         | -54        | CO              | 2               | -3              | -                  | -                  | -                  | 36     | -57    |
| Totale Fortuna Sittard | Totale Fortuna Sittard | Totale Fortuna Sittard | 200        | -278       |                 | 8               | -9              |                    | 4                  | -6                 | 212    | -293   |
| 2000                   | Júbilo Iwata           | J1                     | 15         | -17        | CJL+CI          | 4+3             | -5 + -1         | -                  | -                  | -                  | 22     | -23    |
| 2001                   | Júbilo Iwata           | J1                     | 28         | -20        | CJL+CI          | 8+2             | -6 + -5         | CAc                | 1                  | 0                  | 39     | -31    |
| 2002                   | Júbilo Iwata           | J1                     | 16         | -17        | CJL+CI          | 5+0             | -3 + -0         | -                  | -                  | -                  | 21     | -20    |
| 2003                   | Júbilo Iwata           | J1                     | 17         | -15        | CJL             | 5               | -1              | -                  | -                  | -                  | 22     | -16    |
| Totale Júbilo Iwata    | Totale Júbilo Iwata    | Totale Júbilo Iwata    | 76         | -69        |                 | 27              | -21             |                    | 1                  | 0                  | 103    | -90    |
| 2003-2004              | NAC Breda              | ED                     | 7          | -12        | CO              | 1               | 0               | -                  | -                  | -                  | 8      | -12    |
| 2004-2005              | NAC Breda              | ED                     | 3          | -6         | CO              | 0               | 0               | -                  | -                  | -                  | 3      | -6     |
| 2005-2006              | NAC Breda              | ED                     | 17+4       | -27 + -4   | CO              | 0               | 0               | -                  | -                  | -                  | 21     | -31    |
| 2006-2007              | NAC Breda              | ED                     | 1          | -3         | CO              | 0               | 0               | -                  | -                  | -                  | 1      | -3     |
| Totale NAC Breda       | Totale NAC Breda       | Totale NAC Breda       | 28+4       | -48 + -4   |                 | 1               | 0               |                    | -                  | -                  | 33     | -52    |
| Totale carriera        | Totale carriera        | Totale carriera        | 304+4      | 395 + -4   |                 | 36              | -30             |                    | 5                  | -6                 | 349    | -435   |

## Palmarès

### Giocatore

#### Competizioni nazionali
- Eerste Divisie: 1

Fortuna Sittard: 1994-1995
- J1 League: 1

Jubilo Iwata: 2002